# Tetracarpaea tasmannica
Tetracarpaea tasmannica ist die einzige Art der Gattung Tetracarpaea und der Pflanzenfamilie der Tetracarpaeaceae innerhalb der Ordnung der Steinbrechartigen (Saxifragales). Dieser Endemit kommt nur auf Tasmanien vor.

## Beschreibung

### Vegetative Merkmale
Tetracarpaea tasmannica ist ein immergrüner, aufrechter aber niedriger, buschiger, reich verzweigter Strauch. Die oberirdischen Pflanzenteile sind weitgehend kahl. Die Hauptäste sind schlank und aus festem Holz. Die Knoten sind unilakunär mit einem Blattspurstrang. Der Sprossachse fehlt ein inneres Phloem. Das sekundäre Dickenwachstum geht von einem konventionalen Kambiumring aus.
Die wechselständig und spiralig angeordneten Laubblätter sind in Blattstiel und -spreite gegliedert. Der Blattstiel ist kurz. Die relativ kleine, ledrige, einfache Blattspreite ist länglich bis eiförmig. Es liegt Fiedernervatur und die Seitennerven erster Ordnung enden in der Nähe des Blattrand. Der Blattrand ist gekerbt oder gezähnt mit gerundeten bis spitzen Zähnen. Es sind keine Nebenblätter vorhanden.

### Generative Merkmale
Die endständigen, aufrechten, traubigen Blütenstände besitzen relativ kleine Deckblätter.
Die zwittrigen, relativ kleinen Blüten sind radiärsymmetrisch und vierzahlig mit doppelter Blütenhülle; also Kelch und Krone sind deutlich verschieden. Die vier haltbaren Kelchblätter sind frei und überlappen sich dachziegelartig. Die vier freien, weißen Kronblätter sind ausgebreitet, spatelförmig und genagelt; sie fallen nach der Anthese ab.
Es sind ein oder zwei Kreise mit je vier Staubblättern vorhanden. In einem Staubblattkreis können ein oder mehrere Staubblätter fehlen. Alle Staubblätter sind fertil. Die schlanken Staubfäden sind untereinander nur sehr kurz, aber nicht mit den Kronblättern verwachsen. Die basifixen Staubbeutel sind elliptisch-länglich und öffnen sich mit einem Längsschlitz. Die vier, selten fünf, deutlich gestielten, aufrechten, oberständigen Fruchtblätter sind spindelförmig und fast auf ihrer ganzen Länge untereinander frei. Es ist kaum ein Griffel erkennbar, also wirken die relativ kleinen, gelappten Narben fast sitzend. Jedes Fruchtblatt enthält zwischen 15 und 100 (viele) anatrope, bitegmische, crassinucellate Samenanlagen in submarginaler Plazentation.
In den Sammelfrüchten stehen gestielte, aufrechte Balgfrüchte zusammen. Die ledrigen Balgfrüchte öffnen sich bei Reife und enthalten viele Samen. Die sehr kleinen Samen sind verkehrt-eiförmig-pfriemförmig. Die häutige Samenschale (Testa) ist an jedem Samenende etwas verlängert. Die Samen besitzen entlang ihrer gesamten Länge schmale Flügel und parallele Leisten auf ihrer Oberfläche. Der winzige Embryo besitzt an seiner Basis reichlich fleischiges Endosperm.

## Ökologie
Tetracarpaea tasmannica ist ein mesophytischer Phanerophyt.

## Vorkommen
Der Endemit Tetracarpaea tasmannica kommt nur auf der Insel Tasmanien und der vorgelagerten Insel Bruny Island vor. Dort gedeiht diese Art im gemäßigten Klima in der subalpinen Höhenstufe hauptsächlich in feuchteren Gebiet im westlichen Teil der Hauptinsel.

## Systematik
Die Erstbeschreibung von Tetracarpaea tasmannica erfolgte 1840 durch William Jackson Hooker in Hooker's Icones Plantarum, 3, Tafel 264, dabei wurde auch die Gattung Tetracarpaea Hook. aufgestellt. Für das Typusmaterial gibt es folgende Informationen: 

„First detected in 1833, near the source of the Meander (Western) River, Van Diemen's Land. (n. 293) Ronald Gunn; afterwards gathered on the Hampshire Hills by Dr. Milligan from whose specimens the accompanying figure was made.“

 Die Familie Tetracarpaeaceae wurde 1943 durch Takenoshin Nakai in Chosakuronbun Mokuroku, 244 aufgestellt.
Tetracarpaea tasmannica ist die einzige Art der Gattung Tetracarpaea und der Familie Tetracarpaeaceae.
Die Familie Tetracarpaceae gehört bei APG IV 2016 zur Ordnung Saxifragales. Innerhalb der Ordnung Saxifragales ist die Familie Tetracarpaceae eng mit den Familien Haloragaceae, Penthoraceae, Aphanopetalaceae und Crassulaceae verwandt. Die Verwandtschaftsverhältnisse werden in folgendem Kladogramm dargestellt:
|  | Tetracarpaeaceae                                              |
|  |                                                               |
|  | \| \| Penthoraceae \| \| \| \| \| \| Haloragaceae \| \| \| \| |
|  |                                                               |
|  | Penthoraceae                                                  |
|  |                                                               |
|  | Haloragaceae                                                  |
|  |                                                               |

|  | Penthoraceae |
|  |              |
|  | Haloragaceae |
|  |              |

|  | Tetracarpaeaceae                                              |
|  |                                                               |
|  | \| \| Penthoraceae \| \| \| \| \| \| Haloragaceae \| \| \| \| |
|  |                                                               |
|  | Penthoraceae                                                  |
|  |                                                               |
|  | Haloragaceae                                                  |
|  |                                                               |

|  | Penthoraceae |
|  |              |
|  | Haloragaceae |
|  |              |

|  | Tetracarpaeaceae                                              |
|  |                                                               |
|  | \| \| Penthoraceae \| \| \| \| \| \| Haloragaceae \| \| \| \| |
|  |                                                               |
|  | Penthoraceae                                                  |
|  |                                                               |
|  | Haloragaceae                                                  |
|  |                                                               |

|  | Penthoraceae |
|  |              |
|  | Haloragaceae |
|  |              |

|  | Tetracarpaeaceae                                              |
|  |                                                               |
|  | \| \| Penthoraceae \| \| \| \| \| \| Haloragaceae \| \| \| \| |
|  |                                                               |
|  | Penthoraceae                                                  |
|  |                                                               |
|  | Haloragaceae                                                  |
|  |                                                               |

|  | Penthoraceae |
|  |              |
|  | Haloragaceae |
|  |              |